# Siyum

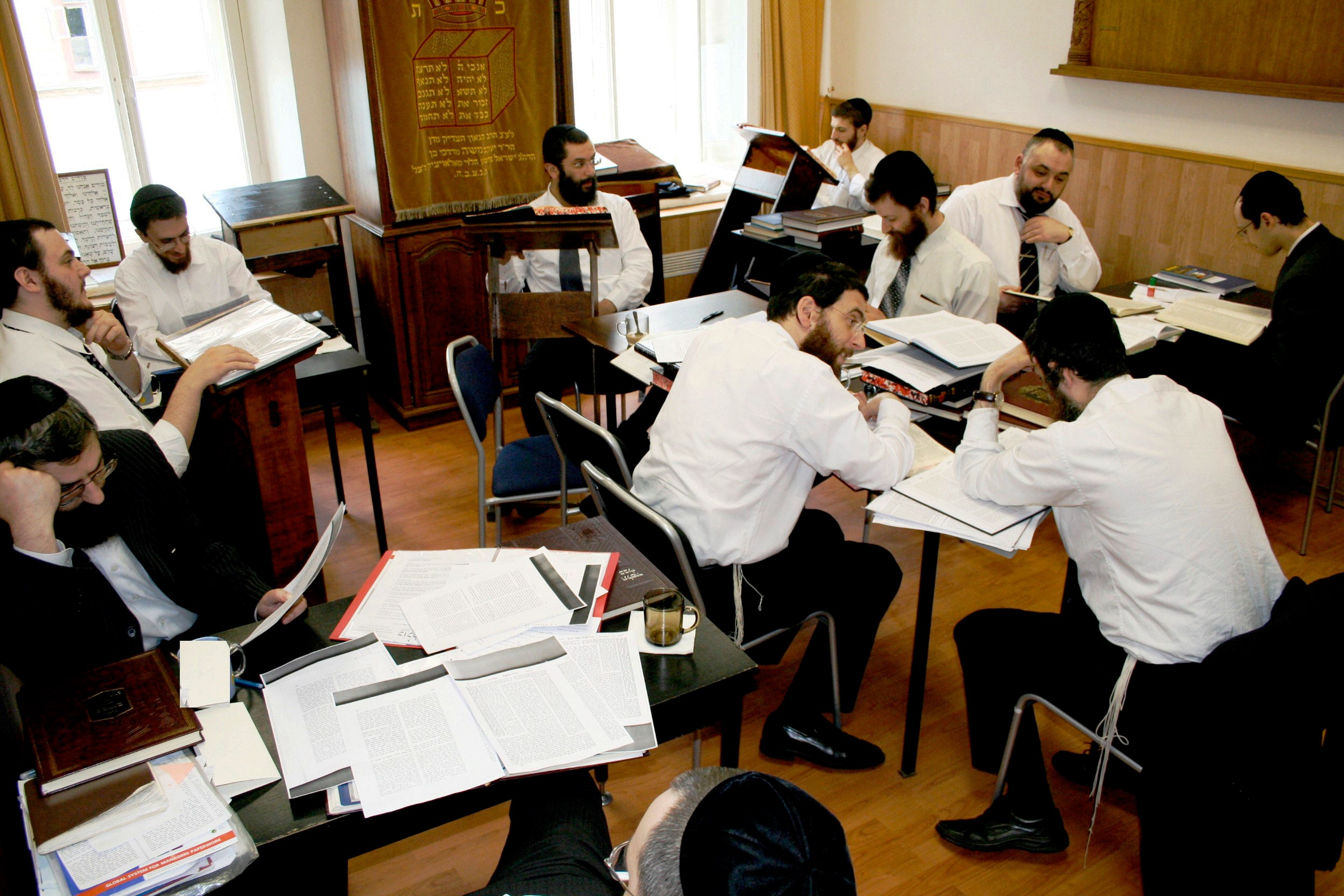
Studio della Torah in un istituto kollel di Mosca.

Siyum (ebraico: סיום – "completamento") sta ad indicare il completamento di una data unità o passo della Torah (Pentateuco), o di un libro/trattato della Mishnah o Talmud nell'Ebraismo. A siyum viene usualmente seguito da un pasto di celebrazione, o seudat mitzvah, pasto in onore di una mitzvah, o comandamento. Siyum si riferisce anche alla celebrazione stessa.
Una tradizione durevole è quella in cui una data comunità completa un'unità di Torah o un trattato del Talmud durante i 30 giorni che seguono il decesso di un parente e si tiene quindi un siyum in comune subito dopo, in tributo e onore alla memoria del defunto.
È diventata tradizione che la propria sinagoga organizzi il siyum la mattina prima di Pesach per permettere a coloro che digiunano per Ta'anit Bekhorim ("Digiuno del Primogenito") di rompere il digiuno, secondo il principio halakhico che dà priorità allo studio della Torah.